# Dolmen de les Comes Llobres dels Pils

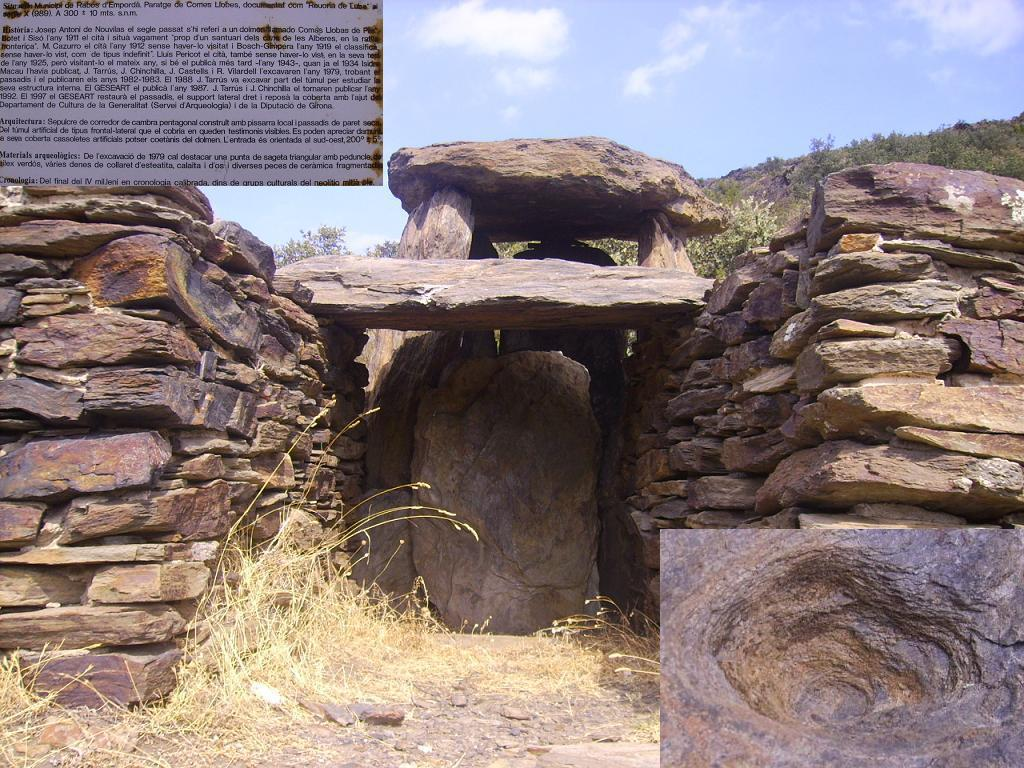
Dolmen de les Comes Llobres dels Pils

Der 1997 restaurierte Dolmen de les Comes Llobres dels Pils ist ein Schieferdolmen auf einem Hügel 400 Meter von der Bergstraße, die vom Gehöft Mas Pils zum Kloster Sant Quirze de Colera (spanisch Monestir de Sant Quirze de Colera) führt. 
Der Dolmen liegt in der Gemeinde Rabós (auch Rabós de l’Empordà), in der Comarca Alt Empordà, in der Provinz Girona in Katalonien  in Spanien, nahe der Grenze zu Frankreich. Es ist ein Ganggrab mit fünfeckiger Kammer aus aufrechten Platten und einem Deckstein sowie Resten des Hügels. Die antaähnliche Megalithanlage wurde im 19. Jahrhundert von Josep Antoni de Nouvilas entdeckt und 1934 von Joaquim Botet i Sisó mit guten Ergebnissen ausgegraben. 
In Rabós liegen auch die Dolmen von Gibert und Dofines.